# Luka Muženjak
Luka Muženjak (Vinkovci, 4 luglio 1993) è un calciatore croato, centrocampista del Mladost Cerić.